# HD 34109
HD 34109，又名BD+85 78，SAO 873、HR 1714，是一颗恒星，视星等为6.6，位于銀經127.54，銀緯25.79，其B1900.0坐标为赤經5h 9m 52s，赤緯+85° 25.79′ 16″。